# Антон Йохан фон Тьоринг-Зеефелд
Антон Йохан Непомук Йозеф Феликс Мария Максимилиан фон Тьоринг-Зеефелд (на немски: Anton Johann Nepomuk Joseph Felix Maria Maximilian Graf von Törring zu Seefeld; * 17 май 1714; † 24 октомври 1763) е граф на Тьоринг и Зеефелд в Горна Бавария.

## Произход
Той е вторият син (от 9 деца) на дворцовия майстер граф Филип Йозеф фон Тьоринг-Зеефелд (1680 – 1735) и съпругата му фрайин Мауриция Франциска фон Фраунхофен (1693 – 1738), дъщеря на фрйхер Франц Феликс фон Фраунхофен и Мария Аделхайд фон Пинценау. Майка му е наследница на господството Ау ин дер Халертау на територията на окръг Фрайзинг, където фамилията живее в дворец Ау.
Антон Йохан фон Тьоринг-Зеефелд умира на 49 години на 24 октомври 1763 г. няколко месеца след съпругата му.

## Фамилия
Антон Йохан фон Тьоринг-Зеефелд се жени на 21 юни 1740 г. за фрайин Мария Анна Аделхайд Урсула Елизабет фон Фраунхофен (* 1708; † 18 юни 1763 в Ау), дъщеря на фрайхер Албрехт Лоренц фон Фраунхофен и фрайин Виола фон Лерхенфелд. Те имат две дъщери:
- Мария Филипина фон Тьоринг-Зеефелд (* 3 уини 1741, Ау; † 27 август 1801), омъжена на 19 август 1767 г. за граф Йохан Зигмунд фон Прайзинг-Хоенашау (* 25 октомври /24 ноември 1738, Инголщат; † 23 юли 1811)
- Мария Анна Аделхайд Валбурга Йохана Непомуцена Антония Йозефа фон Тьоринг-Зеефелд (* 2 май 1742, Ау/Зеефелд ам Пилзензее; † сл. 1809), омъжена I. на 3 август 1764 г. за граф Ламберт Франц Йозеф Фридрих Антон фон Кьонигсфелд (* 25 януари 1725, Фрайзинг; † 2 декември 1766, Фрайзинг), II. на 6 февруари 1772 г. за граф Франц Петер Феликс фон Клозен († 18 декември 1805)